# Queens of Noise
Queens of Noise es el segundo álbum de la banda estadounidense The Runaways. Fue lanzado en enero de 1977 por Mercury Records.

## Lista de canciones
| Lado A |                                   |                                          |             |          |  |
| N.º    | Título                            | Escritor(es)                             | Vocales por | Duración |  |
| 1.     | «Queens of Noise»                 | Billy Bizeau                             | Joan Jett   | 3:26     |  |
| 2.     | «Take It or Leave It»             | Joan Jett                                | Jett        | 3:23     |  |
| 3.     | «Midnight Music»                  | Cherie Currie, Kim Fowley, Steven Tetsch | Currie      | 2:47     |  |
| 4.     | «Born to be Bad»                  | Fowley, Michael Steele, Sandy West       | Jett        | 4:28     |  |
| 5.     | «Neon Angels on the Road to Ruin» | Lita Ford, Fowley, Jackie Fox            | Currie      | 3:23     |  |

| Lado B |                            |                                         |               |          |  |
| N.º    | Título                     | Escritor(es)                            | Vocales por   | Duración |  |
| 6.     | «I Love Playin' with Fire» | Jett                                    | Jett          | 3:18     |  |
| 7.     | «California Paradise»      | Fowley, Jett, Kari Krome, West          | Currie y Jett | 2:52     |  |
| 8.     | «Hollywood»                | Fowley, Fox, Jett                       | Jett          | 2:56     |  |
| 9.     | «Heartbeat»                | Currie, Ford, Fowley, Fox, Earle Mankey | Currie        | 2:49     |  |
| 10.    | «Johnny Guitar»            | Fowley, Ford                            | Currie        | 7:15     |  |

## Formación
- Cherie Currie - voz
- Joan Jett - guitarra rítmica, co-voz
- Lita Ford - guitarra solista
- Jackie Fox - bajo
- Sandy West - batería